# Euphonia plumbea
La eufonia plúmbea (en Perú y Colombia) o fruterito plomizo (en Venezuela) (Euphonia plumbea), también denominado eufonia plomiza, es una especie de ave paseriforme perteneciente al numeroso género Euphonia de la familia Fringillidae. Es nativa del norte de Sudamérica.

## Distribución y hábitat
Se distribuye desde el este de Colombia (Serrania de Chiribiquete hacia el este hasta Vichada y Guainía), norte de Brasil (alto río Negro), y Venezuela al sur del río Orinoco hacia el este por Guyana, Surinam, hasta la Guayana francesa; se registran aparentemente pequeñas poblaciones aisladas en el noreste de Perú (San Martín; posiblemente también en el norte de Loreto) y norte de Brasil en Amazonas (bajo río Negro) y sur de Amapá. Registro reciente en el oeste de Pará (Belterra).
Esta especie es considerada poco común y bastante localizada en bosques achaparrados, sabanas arbustivas y clareras y bordes de selvas húmedas. Prefiere áreas con suelos arenosos. Principalmente por debajo de los 300 m de altitud, pero hasta los 1000 m en Venezuela.

## Descripción
Esta pequeña eufonia mide 9 cm y pesa entre 8,7 y 9,5 g. El macho es de color gris metálico brillante con el pecho y vientre en contrastante color amarillo vivo y los flancos moteados. La hembra es de color verde oliva oscuro y apagado por arriba con la corona y nuca grises, garganta y pecho gris pálido, y por abajo amarillo verdoso.

## Sistemática

### Descripción original
La especie E. plumbea fue descrita por primera vez por el ornitólogo belga Bernard du Bus de Gisignies en 1855 bajo el mismo nombre científico; localidad tipo «Nueva Granada, error = Guyana».

### Etimología
El nombre genérico femenino «Euphonia» deriva del griego «euphōnia»: con belleza de voz, con excelencia de tono; y el nombre de la especie «plumbea», proviene del latín «plumbeus»: de color de plomo, plomizo.

### Taxonomía
Es monotípica.